# Sonido Gallo Negro
Sonido Gallo Negro es un grupo de cumbia y fusión procedente de México. Su estilo se basa principalmente en la cumbia peruana y la inclusión de sonidos e instrumentos musicales de los años 70 así como la estética de la psicodelia.

## Historia
Sonido Gallo Negro fue integrado en 2010 por miembros de bandas principalmente de surf como Espectroplasma, Twin Tones y Telekrimen así como el artista gráfico Dr. Alderete quien además de tocar el theremin realiza obras en vivo. Algunos de los miembros de Sonido Gallo Negro son habitantes de San Juan de Aragón, colonia al oriente de la Ciudad de México. Sus integrantes coincidían en los conciertos realizados en el Multiforo Cultural Alicia.

## Miembros

### Miembros actuales
- Gabriel López: guitarra 1, órgano y coros (2010 - Presente)
- Enrique "Truko" Casasola: timbales, caja de ritmos y coros (2010 - Presente)
- Israel Martínez: bajo (2010 - Presente)
- Edwin Irigoyen: congas
- Roberto Bañuelos: güiro
- Darío Maldonado Cardeño: guitarra 2 (2010 - Presente)
- Lucio de los Santos: flauta, bongó, shekere y cencerro (2010 - Presente)
- Julián Huerta: órgano electrónico, sintetizador y samplers
- Jorge "Dr. Alderete": theremín, Tagtoo y arte gráfico (2010 - Presente)
- Yaya González: timbales, percusiones y coros (2021 - Presente)

## Discografía
| - 2011: Cumbia salvaje - 2013: Sendero místico - 2016: Ecos de otro mundo - 2018: Mambo cósmico - 2019: Unknown future - 2022: Paganismo - 2024: «Yanga» Musicians For A Free Palestine - 2016: Ecos de Otro Negro / En Vivo en "El Multiforo Alicia" | - 2016: «Mambo Egipcio» - 2015: Chamula - 2019: «Chaneque»/«Niño Perdido» - 2023: «The Model»/«Cumbia de las Plañideras» - 2018 «Bocanegra», en Black Is Beltza de Fermin Muguruza - 2018: «Cumbia del Borras», en Music inspired by the film Roma |